# Jan Bieliński (działacz regionalny)
Jan Bieliński (ur. 1 czerwca 1870 w Nowej Wsi k. Starogardu Gdańskiego, zm. 10 lipca 1964 w Kartuzach) – drukarz, księgarz, redaktor naczelny i zarazem właściciel "Gazety Kartuskiej". Prowadził drukarnię i księgarnię w Pelplinie (m.in. wydawca „Pielgrzyma”) i od 1922–39 w Kartuzach (wydawca „Gazety Kartuskiej”, ponadto założył tu pierwszą polską księgarnię).
W okresie od 16 września 1920 do 1 sierpnia 1922 roku przez wojewodę pomorskiego został mianowany na stanowisko komisarycznego burmistrza Wejherowa po odwołaniu w sierpniu pierwszego burmistrza Augustyna Dybowskiego, natomiast jego zastępcą w tym okresie był Alfons Chmielewski.